# Orsini
Orsini je bila talijanska plemićka obitelj, čije zlatno doba je bilo tijekom Srednjeg vijeka i renesanse. Prema zapisima smatraju se nasljenicima obitelji iz antičkog starog Rima odnosno direktno od same julijevsko-klaudijevska dinastije.
Dinastija Orsini je u Rimu vodila duge borbe za vlast protiv svojih najveći rivala, obitelji Colonna. Obe obitelji su izgradile obrambene kule i dvorce s kojih su ratovali jedni protiv drugih, posebno tijekom većeg dijela 14. stoljeća, kada je u Rimu vladao politički kaos, pošto je Sveta Stolica bila preseljenja u francuski Avignon.
Trojica papa vode podrijetlo iz obitelji Orsini: Celestin III. (1191. – 1198.),  Nikola III. (1277. – 1280.) i Benedikt XIII. (1724. – 1730.), kao i majka pape Lava X., Clarice Orsini.
Matte Rosso Orsini postao je 1241. rimski senator i upravljao je autokratski gradom na strani pape Grgura IX., u borbi protiv obitelji Colonna i rimsko-njemačkog cara Fridrika II. Napoleone Orsini (umro 1342.) imao je jak utjecaj kao vođa francuske strane pri kuriji i pridonio je izboru francuskog pape Klementa V. 1305. godine.
Obitelj je stekla ogromne posjede u Papinskoj državi, Toscani i Napulju. Postupno je nastalo nekoliko grana ove obitelji, između ostalih Pitigliano i Tagliacozzo. Kneževska linija obitelji Orsino od Gravine započinje s Francescom Orsinijem, koji je 1435. postao rimski prefekt.
U drugu grofovsku liniju Orsini od Braccioana spadali su Virginio Orsini od Bracciana, Paolo Giordano Orsin, Anna Maria Orsini i njen suprug Flavio Orsini, koji su bili najprepoznatljiva imena ove grane obitelji. 
Tijekom kasne talijanske renesanse ističe se Vicino Orsini, grof od Bomarza, uglavnom po izgradnji vrta Sacro Bosco u manirističkom stilu. 